# 변속 시간
변속 시간은 변속기에서 톱니바퀴 변경 사이의 시간 간격을 의미한다. 이 간격은 일률 전달이 다음 선택된 기어로 전환되고, 엔진 속도가 다음 기어의 속도와 동기화되기 위해 감소하거나 증가하는 시간이다. 변속 시간은 일반적으로 자동차와 관련하여 사용되지만, 모든 기어박스에 적용될 수 있다. 변속 시간은 엔진 RPM이 다음 기어 입력 속도 목표와 동기화되는 데 걸리는 시간으로 측정된다. 이는 ZF가 자사의 DCT 변속기의 100-300밀리초 변속을 설명하는 방식으로 나타난다.
변속 시간 단축은 고성능 자동차 및 레이싱 차량에서 중요한데, 기어 변속 시 일반적으로 바퀴로의 일률 전달이 중단되기 때문이다. 수동변속기에서 변속 시간은 운전자에 따라 다르지만, 자동변속기 또는 자동화 수동 변속기 차량에서는 전자 또는 유압 제어 시스템이 빠른 기어 변경을 실행하도록 보정 및 튜닝되어야 한다. 역사적으로 듀얼 클러치 변속기는 토크컨버터가 있는 표준 유압 자동 변속기 또는 단일 클러치 자동화 수동 변속기보다 빠르게 변속한다. 이는 DCT가 다음 기어를 미리 선택하고 토크를 한 클러치에서 미리 선택된 다음 기어가 있는 다음 클러치로 전달할 수 있어 변속 시간을 단축하기 때문에 가능하다. 표준 유성 자동 변속기는 클러치-클러치 변속을 활용하여 DCT 변속기의 변속 시간을 따라잡았다. 오래된 변속기의 경우, 프리휠을 사용하면 클러치를 사용할 필요가 없으므로 변속 시간을 단축할 수 있다. 시프트 키트 또한 수동 차량의 변속 시간을 단축하기 위해 고안되었다.
수동변속기에서는 가벼운 플라이휠을 설치하여 업시프트 시간을 단축할 수 있다. 업시프트 시 엔진 속도는 더 높은 기어에 동기화하기 위해 감소해야 하며, 가벼운 플라이휠은 엔진 속도를 더 빠르게 떨어뜨려 변속 시간을 단축시킨다.

## 변속 시간
- 긴 변속 시간은 625 밀리초를 초과하는 모든 것을 의미한다.[2]
- 평균적인 수동차 운전자는 수직 기어 변경(예: 1단-2단, 3단-4단, 5단-6단)에 500ms에서 1초가 걸리고, 수평 기어 변경(예: 2단-3단, 4단-5단)에 1-2초가 걸린다. 변속 시간은 기어 간격(기어 간 거리), 움직임의 용이성, 기어 스틱의 인간 공학 및 기어박스 상태에 따라 달라진다.
- 참고로, 사람이 눈을 깜박이는 데 걸리는 시간은 100ms(.1초)만큼 빠를 수 있다.[3]

### 업시프트 시간 예시
일부 제조사는 변속 시간에 대한 정의가 다를 수 있으며, 이는 완전한 목록이 아니다.
| 차량                                  | 변속기 모델                      | 변속기 종류 | 변속 시간 (ms) | 비고                     |
| ------------------------------------- | -------------------------------- | ----------- | -------------- | ------------------------ |
| 맥라렌 675LT                          | 7단 SSG                          | 듀얼 클러치 | 40             | MotorTrend 기사에 따르면 |
| 람보르기니 아벤타도르                 | 그라치아노 ISR                   | 자동화 수동 | 50             |                          |
| 페라리 430 스쿠데리아                 | 그라치아노 F1                    | 자동화 수동 | 60             |                          |
| 페라리 FXX 에볼루치오네               | 그라치아노 F1                    | 자동화 수동 | 60             |                          |
| 마세라티 그란투리스모 MC 스트라달레   | 마세라티 MC 레이스 시프트        | 자동화 수동 | 60             | 레이스 모드 활성 시      |
| BMW M5 (E60)                          | BMW SMG III                      | 자동화 수동 | 65-250         |                          |
| 페라리 FXX                            | 그라치아노 F1                    | 자동화 수동 | 80             |                          |
| 셸비 GT500 (3세대)                    | Tremec TR-9070                   | 듀얼 클러치 | 80             |                          |
| 부가티 베이론                         | 폴크스바겐 그룹 DSG              | 듀얼 클러치 | 100            |                          |
| 메르세데스-벤츠 AMG GT 라인           | 메르세데스-벤츠 AMG 스피드시프트 | 듀얼 클러치 | 100            | MB에 따르면 최소 100ms   |
| 렉서스 LC 500                         | 아이신 WR10L65                   | 유압 자동   | 120            |                          |
| 르노 클리오 RS 200 EDC 트로피 (4세대) | 르노 EDC                         | 듀얼 클러치 | <120           | 레이스 모드 활성 시      |
| 쉐보레 카마로 ZL1 (6세대)             | 포드-GM 10L90                    | 유압 자동   | ~150           |                          |
| 페라리 엔초                           | 그라치아노 F1                    | 자동화 수동 | 150            |                          |
| 닛산 GT-R                             | BorgWarner GR6Z30A               | 듀얼 클러치 | 150            | R 모드 활성 시           |
| 렉서스 LFA 뉘르부르크링 에디션        | 아이신 SA6                       | 자동화 수동 | 150            |                          |

## 같이 보기
- 파워시프팅
- 시프트 키트